# Winifred W. Logan
Winifred W. Logan (* 9. Mai 1931 im Vereinigten Königreich; † 2010) war eine britische Krankenschwester, Hochschullehrerin und Pflegewissenschaftlerin. Gemeinsam mit ihren Kolleginnen Nancy Roper und Alison Tierney veröffentlichte sie 1976 das Pflegemodell der Lebensaktivitäten (auch RLT-Modell nach den Autorinnen). Dieses Pflegemodell hatte auch großen Einfluss auf die pflegetheoretische Entwicklung im deutschsprachigen Raum. Logan wurde Geschäftsführerin des International Council of Nurses und leitende Pflegekraft im Gesundheitsministerium in Abu Dhabi und unterstützte dort die Etablierung verschiedener pflegerischer Dienstleistungen.

## Werdegang
Winifred  W. Logan wurde am 9. Mai 1931 geboren. Sie wurde an der University of Edinburgh zur Krankenschwester ausgebildet, dort machte sie auch ihren Master. Logan wechselte an die Columbia University in New York City und erreichte dort 1966 einen weiteren Master in Pflege. Im Lauf ihrer Karriere (um 1950) begegnete Logan ausländischen Patienten, die eine Art kulturellen Schock in einer kanadischen Tuberkulose- und Lungenklinik erlebt hatten. Das führte sie zu der Erkenntnis, dass Pflegekräfte die biologischen, psychologischen, soziokulturell und umweltbezogene Bedürfnisse bei der Pflege berücksichtigen sollten. Logan kehrte 1962 an die Pflegeabteilung der University of Edinburgh zurück, um zu unterrichten. Außerdem wurde sie während der 1960er Jahre als Leiterin des Bildungsbereichs der Pflege in Schottland berufen.
Logan wurde Geschäftsführerin des International Council of Nurses und Beraterin der World Health Organization in Malaysia, Europa und im Irak. Auf eine Einladung von Roper hin, arbeiteten Roper, Logan und Tierney (ebenfalls an der Universität von Edinburgh) dann von 1976 und 1980 zusammen an der Entwicklung ihrer Pflegetheorie. Logan ging schließlich nach Abu Dhabi als Leiterin der Pflege im Gesundheitsministerium und half dort bei der Errichtung und Etablierung von pflegerischen Dienstleistungen.
Logan starb 2010, Sterbedatum und -ort sind unbekannt.

## Veröffentlichungen
mit Nancy Roper und Alison J. Tierney:
- Learning to Use the Process of Nursing Churchill Livingstone, 1981 ISBN 0-443-02234-8
- The Elements of Nursing Churchill Livingstone, 2nd edition, 1985 ISBN 978-0-443-03028-4
- The Elements of Nursing: a model for nursing based on a model for living Churchill Livingstone, 3rd edition, 1990, ISBN 0-443-03950-X

mit Alison J.Tierney:
- The Roper-Logan-Tierney Model of Nursing: Based on Activities of Living, 2010 ISBN 9780702041075

Das RLT-Modell wurde in Italienisch, Deutsch, Spanisch, Estnisch, Finnisch, Litauisch, Portugiesisch und Japanisch übersetzt.